# Murray Bowen
Murray Bowen (* 31. Januar 1913, Waverly, Tennessee; † 9. Oktober 1990 in Chevy Chase, Maryland) war ein US-amerikanischer Psychiater, Psychotherapeut und Hochschullehrer an der Georgetown University. Bowen gilt als Pionier der Familientherapie und einer der Gründer der Systemischen Therapie. Früh schon erkannte er die Bedeutung der Familiendynamik in der Entstehung psychiatrischer Krankheitsbilder und erforschte unter anderem die Rolle von Dreiecksbeziehungen.

## Leben
Murray Bowen wurde als ältestes von fünf Kindern in der Kleinstadt Waverly geboren und sein Vater war einige Zeit lang dort Bürgermeister. Er absolvierte sein Studium in Knoxville und Memphis, promovierte 1937 und machte seinen ärztlichen Turnus in Crossville (Tennessee), New York City und Valhalla (NY). Nach fünf Jahren Militärdienst lehnte er das Angebot der Mayo Clinic, sich dort in Chirurgie zu spezialisieren ab, sein Interesse hatte sich in den Kriegsjahren in Richtung Psychiatrie verlagert.
Bowen ging 1946 an die renommierte Menninger Foundation in Topeka, Kansas, und blieb bis 1954. Er absolvierte dort seine Ausbildung zum Psychiater und Psychoanalytiker, und er entwickelte eine eigene evolutionäre Theorie von Therapie. Bowen nahm einen Ruf des National Institute of Mental Health in Bethesda, Maryland, an, wo er sich der Forschung widmete. 1959 wechselte er an das Medical Center der Georgetown University, Washington, D.C. Dort übernahm er eine klinische Professur und gründete 1973 das Georgetown Family Center, dem er bis zu seinem Tod vorstand. Bowen war Mitglied der American Psychiatric Association und Gründungspräsident der American Family Therapy Association (AFTA). 1989 trat er aus der AFTA aus. Bowen hatte ab 1954 eine eigene Praxis in Chevy Chase und übernahm Lehraufträge auch an anderen Universitäten, u. a. 1956 bis 1963 an der University of Maryland und 1964 bis 1978 am Medical College of Virginia in Richmond.
In den Jahren 1968 bis 1980 ließ Bowen seine Arbeit mit zwei Familien auf Video aufzeichnen. Diese Dokumente befinden sich heute im Bild- und Tonarchiv der National Library of Medicine in Bethesda, Maryland. Von 1980 bis 1990 wurden zwanzig Videoaufnahmen erstellt, die die meisten seiner Ansätze zeigen und beschreiben.
Murray Bowen blieb bis ins hohe Alter aktiv und am Fortschritt der Familientherapie interessiert. Er war verheiratet, hatte vier Kinder und er starb an Lungenkrebs.

## Auszeichnungen
- 1978–1982 Gründer und Gründungspräsident der American Family Therapy Association (AFTA)
- 1985 Alumnus of the Year der Menninger Foundation
- 1986 Graduation Speaker der Menninger School of Psychiatry
- 1986 Governor’s Certificate, Tennessee Homecoming '86, Knoxville
- 1986 Distinguished Alumnus Award, University of Tennessee, Knoxville

## Schriften
- 1966, The Use of Family Theory in Clinical Practice.
- 1974, Toward the Differentiation of Self in One's Family of Origin.
- 1978, Family Therapy in Clinical Practice, Northvale, NJ: Jason Aronson Inc. (weitere Auflagen 1985, 1990, 1994)

## Nachweise
1. ↑  Stumm/Pritz: Personenlexikon der Psychotherapie, Wien, New York 2005, 65f
2. ↑  Curriculum Vitae of Dr. Bowen Washington, D.C. 1990
3. ↑  http://www.nlm.nih.gov/hmd/pdf/historypsychiatry.pdf
4. ↑  Eine Auflistung dieser Videobänder ist am Georgetown University Hospital erhältlich
5. ↑  Weitere Biographieversuche sind in folgenden Mitgliederlisten zu finden: American Psychiatric Association (ab 1950); Directory of Medical Specialists (ab 1952); American Men of Medicine (1961); World Who’s Who in Science: 1700 B.C. to 1966 A.D. (3700 years in one volume) (1966); Personalities of the South (ab 1976); und im Who’s Who in America (1978).